# Боржис, Мишел
Мишел ди Соуза Боржис (порт.-браз. Michel de Souza Borges; род. 16 июня 1991, Рио-де-Жанейро) — бразильский боксёр, представитель полутяжёлой весовой категории. Выступает за сборную Бразилии по боксу начиная с 2009 года, участник Олимпийских игр (2016), победитель и призёр турниров международного значения в любителях.

## Биография
Мишел Боржис родился 16 июня 1991 года в Рио-де-Жанейро.

## Любительская карьера
Проходил подготовку в Academia Raff Giglio под руководством тренеров Клаудиу Айриса и Жуана Карлуса Барруса.
В 2008 году впервые выступил на взрослом чемпионате Бразилии и на чемпионате мира среди юниоров в Гвадалахаре, однако попасть в число призёров на этих соревнованиях не смог.
На бразильском национальном первенстве 2009 года выиграл в среднем весе бронзовую медаль.
С 2013 года участвовал в матчевых встречах Всемирной серии бокса, где представлял американскую команду «Нокауты США».
Первого серьёзного успеха на взрослом международном уровне добился в сезоне 2014 года, когда вошёл в основной состав бразильской национальной сборной и побывал на Панамериканском спортивном фестивале в Мехико, откуда привёз награду серебряного достоинства, выигранную в полутяжёлой весовой категории.
В 2015 году боксировал на Панамериканских играх в Торонто, где был остановлен на стадии четвертьфиналов.
Поскольку его страна принимала летние Олимпийские игры 2016 года, как лидер национальной сборной Боржис автоматически получил олимпийскую лицензию. В качестве первого соперника в категории до 81 кг ему сразу же достался камерунский чемпион мира среди профессионалов Хассан Н’Дам Н’Жикам (профессиональные боксёры впервые были допущены к участию в Олимпийских играх, и Н’Жикам стал одним из первых двух профессионалов, кто воспользовался этой возможностью). Невзирая на титулы соперника, Боржис легко выиграл со счётом 3:0. Во втором поединке благополучно прошёл хорвата Хрвойе Сепа, но в третьем бою на стадии четвертьфиналов со счётом 0:3 уступил кубинцу Хулио Сесару ла Крусу, который в итоге и стал победителем этого олимпийского турнира.
После домашней Олимпиады Боржис остался в составе боксёрской команды Бразилии и продолжил принимать участие в крупнейших международных турнирах. Так, в 2017 году он выиграл бронзовую медаль на панамериканском чемпионате в Гондурасе и выступил на чемпионате мира в Гамбурге, где дошёл лишь до стадии 1/8 финала.